# Рибаков Анатолій Якович
Анатолій Якович Рибаков (9 вересня 1927, Московська губернія, тепер Московської області, Росія) — радянський державний і профспілковий діяч, новатор виробництва, токар Московського верстатобудівного заводу «Червоний пролетар» імені О. Єфремова. Член ЦК КПРС у 1976—1990 роках. Депутат Верховної Ради СРСР 11-го скликання. Герой Соціалістичної Праці (3.03.1976).

## Життєпис
У 1943—1945 роках — токар Московського заводу «Фрезер». У 1945 році — токар Московського верстатобудівного заводу «Червоний пролетар».
У 1945—1952 роках — у Радянській армії.
У 1952—1977 роках — токар 2-го механічного цеху Московського верстатобудівного заводу «Червоний пролетар» імені О. Єфремова.
Член КПРС з 1961 року.
У 1971 році закінчив Московський вечірній верстатобудівний технікум при заводі «Червоний пролетар».
Указом Президії Верховної Ради СРСР від 3 березня 1976 року за великий вклад в підвищення ефективності виробництва і якості продукції, що випускається, видатні трудові успіхи, досягнуті у виконанні завдань дев'ятого п'ятирічного плану і соціалістичних зобов'язань, Рибакову Анатолію Яковичу присвоєно звання Героя Соціалістичної Праці з врученням ордена Леніна і золотої медалі «Серп і Молот».
У лютому 1977—1991 роках — голова Центрального комітету профспілки робітників машинобудування і приладобудування.
З 1991 року — персональний пенсіонер у Москві.

## Нагороди і звання
- Герой Соціалістичної Праці (3.03.1976)
- два ордени Леніна (8.08.1966; 3.03.1976)
- орден Дружби народів (8.09.1987)
- медалі